# 青山上水
青山上水（あおやまじょうすい）は、江戸時代、江戸に設けられた江戸の六上水のひとつである。

## 歴史
青山上水は明暦の大火後の1688年（万治3）に開設した上水である。玉川上水の四谷大木戸の水番所付近から分水し、青山・赤坂・麻布・六本木から飯倉を経て芝方面まで給水した。この上水は1722年（享保7）に本所上水・三田上水・千川上水の三上水とともに廃止された。

## 麻布水道
1881年（明治15年）に明治天皇の御下賜金によって麻布水道として復活し、赤坂・麻布・四谷の一部を給水していた。